# زوج مرتب
زوج مرتب (به انگلیسی: ordered pair) با نماد (a, b) در ریاضیات، یک «زوج» (جفت) از اشیاء است. در اینجا «ترتیبی» که اشیاء در جفت پدیدار می‌شوند، مهم است: یعنی زوج مرتب (a, b) با زوج مرتب (b, a) متفاوت است، مگر آنکه a = b. (در مقابل این مفهوم، زوج غیرمرتب {a, b} است که با زوج غیرمرتب {b, a} برابر است)
زوج مرتب به مجموعهٔ دو شئ گفته می‌شود هرگاه که یکی از آن‌ها را بتوان به عنوان عضو اوّل و دیگری را به منزلهٔ عضو دوّم از یکدیگر تمیز و تشخیص داد.
زوج مرتب از جمله مفاهیم بنیادی در نظریه رابطه‌ها است. برای تعریف یک رابطه نیاز به تعریف نوعی ترتیب در مورد عناصر موجود در آن رابطه داریم و زوج مرتب ابزاری برای تعریف این ترتیب است. هدف ما تعریف زوج مرتب به گونه‌ای قابل قبول از نظر نظریه مجموعه‌ها است.
به‌طور اجمالی و شهودی، یک زوج مرتب از دو شی a, b را به صورت زوج (a, b) تعریف می‌کنیم که در آن ترتیب قرار گرفتن مؤلفه‌ها اهمیت دارد.

## تعریف زوج مرتب
فرض کنید {A = {a, b، c, d و می‌خواهیم اعضای مجموعه A را به صورت c, b، a, d مرتب کنیم. اما این یعنی چه؟ ممکن است مفهوم ترتیب و مرتب کردن اعضای A را به صورت داده شده به صورت شهودی درک کنید اما چگونه می‌توان این کار را به گونه‌ای قابل قبول برای نظریه مجموعه‌ها تعریف نمود.
شاید یکی از راه‌های مرتب کردن اعضای A به صورت c,b،a,d این باشد که از هر نقطه خاص از این ترتیب، مجموعه همه عناصر موجود در آن نقطه یا قبل از آن را در نظر بگیریم. در این صورت زیرمجموعه‌های {c},{c،b},{c،b,a}،{c,b،a,d} را از A بدست می‌آوریم و با ادامه این کار به مجموعه:
{\displaystyle {\mathcal {C}}=\{\{c\},\{c,b\},\{c,b,a\},\{c,b,a,d\}\}}
خواهیم رسید. این مطلب امیدوارکننده‌است که با استفاده تعریفی غیر دقیق و شهودی از ترتیب روی اعضای مجموعه A به مجموعه‌ای معتبر از نظر نظریه مجموعه‌ها رسیدیم. حال ببینیم آیا می‌توان با استفاده از اعضای {\displaystyle {\mathcal {C}}} به ترتیبی که مورد نظر ماست برسیم.
ابتدا با توجه به اعضای مجموعه {\displaystyle {\mathcal {C}}} عضوی را که زیرمجموعه همه عناصر دیگر است را پیدا می‌کنیم.{c} چنین عضوی است و هیچ عضو دیگر چنین خاصیتی را ندارد، پس می‌توان c را به عنوان اولین عضو در نظر گرفت. حال {c} را کنار می‌گذاریم و عضوی از {\displaystyle {\mathcal {C}}} را پیدا می‌کنیم که زیرمجموعه سایر اعضای {\displaystyle {\mathcal {C}}} باشد. {c, b} چنین عضوی است و هیچ عضو دیگر قادر به برآوردن این ویژگی نسیت. پس می‌توان b را به عنوان عضو دوم در ترتیب در نظر گرفت. به ادامه این روند می‌توان a و d را نیز به ترتیب بدست آورد.
پس نتیجه می‌گیریم که ممکن است که مفهوم دقیق ترتیب بین اعضای یک مجموعه را ندانیم اما می‌توان هر ترتیب روی اعضای A را طوری به مجموعه‌ای از زیرمجموعه‌های A مانند {\displaystyle {\mathcal {C}}} نسبت داد که ترتیب اولیه به‌طور یگانه از {\displaystyle {\mathcal {C}}} بدست آید.
حال که روشی برای تعریف ترتیب بین اعضای یک مجموعه یافتیم و آن را در مورد مجموعه‌ای چهار عضوی بکار بردیم همه چیز در مورد یک زوج (مجموعه دو عضوی) حداقل دوبرابر ساده‌تر خواهد بود و آماده برای تعریف زوج مرتب هستیم.
اگر {A = {a, b و در ترتیب مورد نظر a اولین عضو و b دومین عضو باشد، در این صورت {\displaystyle {\mathcal {C}}=\{\{a\},\{a,b\}\}} معرف این ترتیب خواهد بود. این مجموعه را زوج مرتب a و b می‌نامیم که در آن a مؤلفه اول و b مؤلفه دوم است و برای نمایش آن از این پس از نماد {\displaystyle (a,b)} استفاده می‌کنیم.
- این تعریف از زوج مرتب به ریاضیدان لهستانی، کوراتوفسکی منسوب است.

هرچند این تعریف معقول و قانع‌کننده باشد ولی باید ثابت کنیم که این تعریف خاصیت اصلی یک زوج مرتب را برآورده می‌کند، یعنی اگر (a, b) و (x, y) دو مجموعه باشند به‌طوری‌که (a, b)=(x, y) آنگاه a = x و b = y.
- برهان

اگر (a, b) = (x, y) پس {{a}}, {a, b}} = {{x}}, {x, y}}. حال اگر a = b در این صورت (a, b) همان مجموعه تک عضوی {\displaystyle \{\{a\}\}} است و لذا (x, y) نیز مجموعه‌ای تک عضوی خواهد بود پس x = y. حال چون (a}∈(x, y} پس a = x و لذا در این حالت همه x, y, a, b باهم برابرند.
حال اگر a ≠ b در این صورت از فرض {{a}}, {a, b}}= {{x}}, {x, y}} نتیجه می‌شود {a} = {x} پس a = x. به‌علاوه داریم {a, b} = {x, y} و چون a = x و b نمی‌تواند برابر x باشد (چرا؟) پس b = y. ولذا برهان کامل است.∎

## تعمیم مفهوم زوج مرتب
می‌توان مفهوم زوج مرتب را به چند تایی مرتب تعمیم داد. به عنوان مثال، سه تایی مرتب (a, b, c) را با استفاده از مفهوم زوج مرتب به صورت (c, (a, b)) تعریف می‌کنیم. به همین صورت یک n تایی مرتب را به صورت بازگشتی به صورت
{\displaystyle (a_{1},a_{2},a_{3},...,a_{n})=((a_{1},a_{2},a_{3},...,a_{n-1}),a_{n})}
تعریف می‌کنیم.

## بحث در مورد تعریف زوج مرتب
واقعیت این است که تعریفی که از زوج مرتب ارائه دادیم ضمن تأمین اهداف ما دارای خواصی است که تا حدی ناخوشایند و عجیب به نظر می‌رسند. به عنوان مثال قضیه قبل در مورد زوج مرتب خاصیتی مطلوب و مورد انتظار است ولی این مطلب که (a, b)∈(a, b) تا حدی دور از انتظار و ناخوشایند است.
اما به هر حال این تعریف کار خود را انجام داده‌است و به تحکیم مفهوم زوج مرتب کمک کرده‌است و در هیچ جای دیگر از آن استفاده نخواهد شد. آنچه در مورد زوجهای مرتب نیاز به دانستن دارد این است که به‌وسیله مؤلفه اول و دوم خود تعیین می‌شوند و می‌توان به‌وسیله آن نظریهٔ رابطه‌ها و تعریف حاصل ضرب دکارتی دو مجموعه را تعریف نمود.